# Kike García de la Riva
Enrique García de la Riva (Santa Coloma de Gramenet, Barcelona, 12 de diciembre de 1981), más conocido como Kike García, es un humorista, monologuista, satirista y empresario español. Es cofundador del diario satírico El Mundo Today. Es conocido como Kike Cómico cuando actúa como monologuista.

## Biografía
Kike nació en Santa Coloma de Gramenet en 1981, estudió Filosofía en la Universitat de Barcelona, donde conoció a su futuro compañero Xavi Puig y Comunicación Audiovisual en la Universidad Ramon Llull.

## Trayectoria
Empezó uno revista humorística de filosofía llamada Esponjiforme.com junto a Xavi Puig y luego siguieron con el portal satírico El Mundo Today en febrero de 2009, la cual actualmente es la web humorística de referencia en España. Han producido vídeos con El Terrat, un programa propio en la Cadena SER y secciones en Hoy por Hoy y en Morning 80, de M80 Radio. Ha copresentado durante 2021 y 2022 un pódcast sobre noticias de actualidad en la plataforma audible.
Ha sido invitado a programas de televisión como Late Motiv, de Andreu Buenafuente.
Fundó una escuela en línea en 2020 llamada Lallamaschool en la que él mismo y otros profesionales de la comedia y la televisión de España ofrecen cursos sobre literatura satírica, monólogos, historia de la comedia, y otras disciplinas artísticas.
Además, hace un pódcast llamado Jazz y Chistes de periodicidad irregular, aunque en numerosas ocasiones publicado en Nochevieja.
En 2023 publicó en la plataforma filmin un especial de comedia titulado Último Show, con el que se despide de los escenarios en materia de monólogos cómicos.

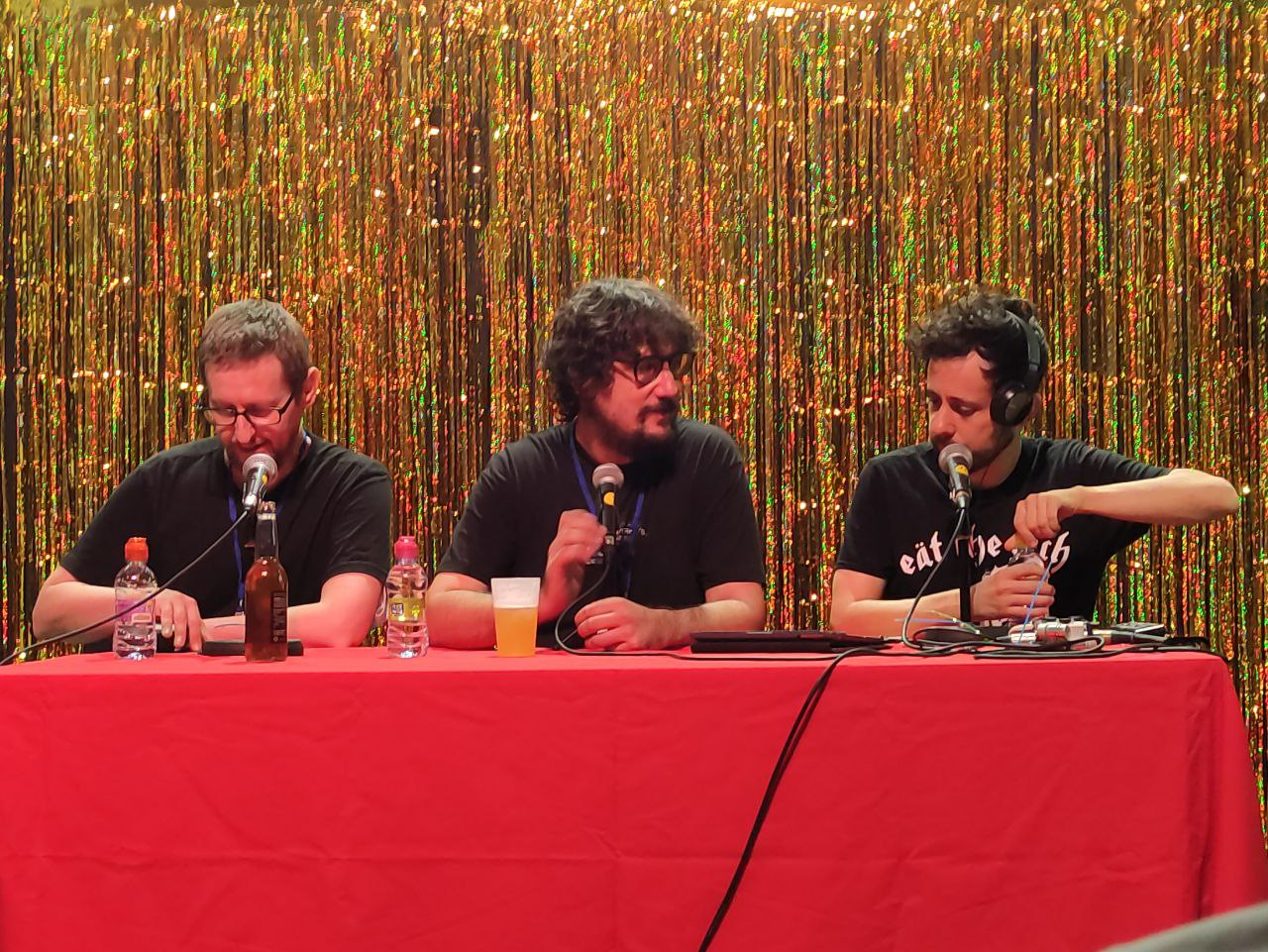
Biel Perelló, Tomàs Fuentes y Kike García en el International Podcast en el festival de comedia alternativa La Llama Fest 2022

## Cine
| Año  | Título        | Rol       | Notas  |
| ---- | ------------- | --------- | ------ |
| 2018 | Superlópez    | Cameo     |        |
| 2021 | Loco por ella | Luis/Kike | [ 11 ] |

## Libros
- El coño de la Bernarda es declarado patrimonio de la humanidad: y otras noticias de El Mundo Today (La Esfera de los Libros, 2012) coescrito junto a Xavi Puig.[12]
- Historia, el libro (2017) coescrito junto a Xavi Puig.[13]
- Constitución española: edición ampliada y corregida por El Mundo Today (2019), coescrito junto a Xavi Puig y Javier Ramos, e ilustrado por María Ley. [14]
- El Horóscopo de El Mundo Today. Tu futuro de ayer, hoy y mañana (2022) coescrito junto a Xavi Puig y Javier Ramos.[15]